# Комплекс з виробництва добрив в Ла-Коруньї
Комплекс з виробництва добрив у Ла-Коруньї — колишній виробничий майданчик на північному заході Іспанії.
Завод спорудила компанія SA Cros, що обрала для нього майданчик у районі Кул'єредо з урахуванням гарного логістичного середовища — наявності великого порту й залізниці. Будівництво почали в 1929-му, а в 1931-му завод став до ладу. Його головною продукцією було фосфорне добриво — суперфосфат, який отримували шляхом обробки фосфоритів сульфатною кислотою. Фосфорити отримували з Марокко й Тунісу, тоді як зазначену кислоту продукували шляхом спалювання піритів походженням з розташованої на півдні Іспанії провінції Уельва (її піритові копальні колись дали життя сучасному світовому гіганту гірничодобувної промисловості Rio Tinto).
Є відомості, що, крім суперфосфату, завод також випускав інші хімічні продукти, такі як азотна кислота, соляна кислота, сульфат міді (мідний купорос), сульфат натрію. З 1935-го організували випуск сульфату кальцію. В якийсь момент до асортименту продукції додались невеликі обсяги гексафторкремнієвої кислоти, яку можливо отримувати з газів суперфосфатного виробництва.
Станом на середину 1950-х річна потужність майданчику по суперфосфату рахувалась як 42 тисячі тонн. Також є дані, що на кінець 1940-х річна потужність заводу становила 75 тисяч тонн (без уточнення щодо виду продукції).
У 1960-х роках основною продукцією майданчику стали комплексні добрива, соляна кислота й інші кислоти для харчової промисловості.
В 1990 році на тлі кризи в іспанській промисловості добрив майданчик у Ла-Коруньї був зупинений.
У наші часи будівля цеху з випалювання піритів, яка належить до 1940-х років, призначена для перетворення на суспільний простір.